# Émile Coué

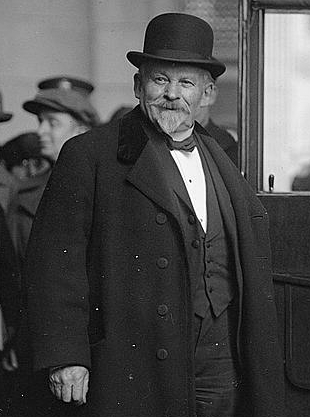
Émile Coué

Émile Coué (ur. 26 lutego 1857 w Troyes, zm. 2 lipca 1926 w Nancy) – francuski psycholog i farmaceuta, który wprowadził metodę psychoterapii, kojenia i samodoskonalenia, opartą na autosugestii lub samo-hipnozie. Był nazywany „Ojcem stosowanego warunkowania”.
Coué uczył się hipnozy od Ambroise'a-Auguste'a Liébeaulta, założyciela tzw. Szkoły Nancy. W 1913 roku Coué założył Lotaryndzkie Towarzystwo Stosowanej Psychologii. Jego książka Samo-opanowanie poprzez świadomą autosugestię wywołała sensację podczas swej premiery w Wielkiej Brytanii (1920) i w Stanach Zjednoczonych (1922).
Coué wprowadził nową metodę samowyzwalanej świadomej autosugestii. Poprzez powtarzanie słów lub obrazów jako autosugestii do podświadomego umysłu, można warunkować umysł, i wtedy warunkowany umysł będzie produkować autogenicznie odpowiedni rozkaz.
Jego mantra, którą zalecał powtarzać szeptem od 20 do 30 razy przed położeniem się spać, brzmi: „Z każdym dniem, pod każdym względem, czuję się coraz lepiej i lepiej” (Tous les jours, à tous points de vue, je vais de mieux en mieux) lub podobna: „Z każdym dniem, w każdym aspekcie powodzi mi się coraz lepiej i lepiej”. Mantra ta zwana jest także „Couéizmem” lub „Metodą Couégo”.
Johannes Heinrich Schultz rozwinął tę teorię jako trening autogenny.